# Euproctis hypocloa
Euproctis hypocloa är en fjärilsart som beskrevs av Collenette 1932. Euproctis hypocloa ingår i släktet Euproctis och familjen tofsspinnare. Inga underarter finns listade i Catalogue of Life.